# Jukkasjärvi
Jukkasjärvi ist ein Ort (tätort) in der nordschwedischen Provinz Norrbottens län und der historischen Provinz Lappland.
Der Ort liegt in der Gemeinde Kiruna auf 321 Metern Höhe, etwa 200 km nördlich des Polarkreises.
Im 17. Jahrhundert wurde Jukkasjärvi erstmals dauerhaft besiedelt. Zuerst wohnten lange nur ein Pfarrer und ein Glöckner mit ihren Familien im Ort, doch zogen gegen Ende des 18. Jahrhunderts auch Meänkieli sprechende Schweden dorthin.
Bekannteste Tourismusattraktion ist das erste Eishotel der Welt.

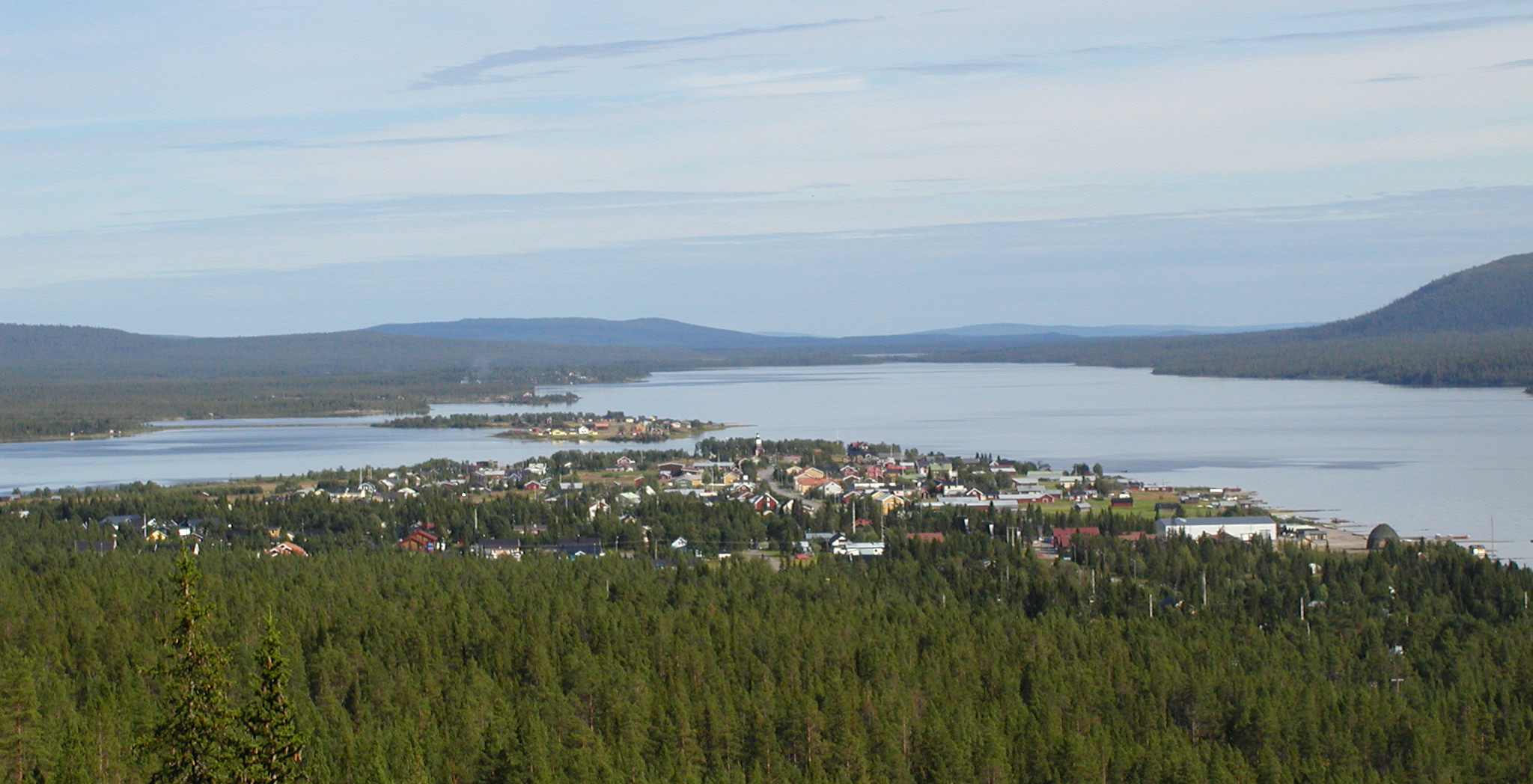
Jukkasjärvi
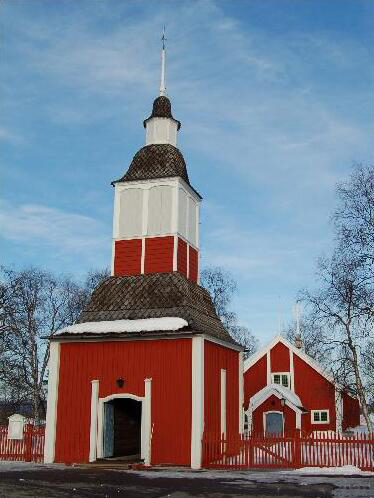
Die Kirche in Jukkasjärvi

## Persönlichkeiten
- Christer Majbäck (* 1964), Skilangläufer
- Tomas Johansson (* 1979), Snowboarder